# 镇康府
镇康府，明朝时设置的府。
洪武十五年（1382年）改镇康路置，隶云南承宣布政使司。治所在今云南省永德县东北永康。十七年降为镇康御夷州。